# غسان وحيد
غسان وحيد غربية (مواليد 7 مارس 1997) لاعب كرة قدم قطري يجيد اللعب في خط الوسط في نادي الخريطيات.
لعب سابقاً مع نادي السد ونادي السيلية ونادي المرخية ونادي الخريطيات.